# مدیریت عالی
مدیریت عالی (انگلیسی: Top Management؛ کره‌ای: 탑 매니지먼트) مجموعه تلویزیونی محصول کره جنوبی سال ۲۰۱۸ است. این مجموعه بر پایهٔ رمانی اثر جانگ وو سان است که نخستین‌بار در سال ۲۰۱۵ توسط انتشارات مون‌پیا منتشر شد. سو اون سو، آن هیو سوپ و چا اون وو در این مجموعه ایفای نقش کردند. مدیریت عالی در ۳۱ اکتبر ۲۰۱۸ از طریق یوتیوب پریمیوم منتشر شد.

## خلاصه داستان
داستان این مجموعه حول محور یو اون سونگ می‌گردد؛ دختری که پیش‌تر کارآموز گروه‌های دخترانهٔ کی پاپ بوده و توانایی دیدن آینده را دارد. او به عنوان مدیر برنامهٔ گروه پسرانهٔ نوپا اما ناکام به نام S.O.U.L. وارد عمل می‌شود و تلاش می‌کند آن‌ها را به موفقیت برساند.

## بازیگران

### اصلی
- سو اون سو در نقش یو اون سونگ
- آن هیو سوپ در نقش هیون سو یونگ[۸]
- چا اون وو در نقش وو یون وو
- جونگ یو آن در نقش کیم ته اوه
- بانگ جه مین در نقش جانگ یی ریپ

### مکمل
- لی جو سونگ در نقش ال‌جِی / جو سونگ ری
- پارک هی بن در نقش کانگ جه یونگ
- چا ره هیونگ در نقش کوین
- پارک جونگ هوان در نقش کیم هیون جو
- کوان اون بین در نقش اون بین
- زد. هیرا در نقش سونگ هه نا
- کیم جی مین در نقش پارک سول گی
- یو هه این در نقش هیلی

### حضور افتخاری
- هان جون وو در نقش مدیربرنامه
- کیم سو هیون در نقش پولا (قسمت ۸، ۱۶)
- چونگ‌ها در نقش چونگ‌ها (قسمت ۱۴)
- جانگ دونگ یون در نقش دونگ یون (قسمت ۱۶)